# Wojciech Grabowski (zm. 1659)
Wojciech Grabowski herbu Pobóg (zm. 1659) – biskup enneński i sufragan poznański w 1656 roku, oficjał na Mazowszu w latach 1654–1659, archidiakon pszczewski w latach 1656–1659, kanonik poznańskiej kapituły katedralnej kanonii Dalabuszki w latach 1634–1636 i kanonii św. Mikołaja w latach 1641–1656,  kanclerz kapituły kolegiackiej św. Jana Chrzciciela w Warszawie w 1656 roku, kanonik warszawski w 1644 roku, kanonik krakowski w 1655 roku, kanonik gnieźnieński i poznański w 1642 roku, sekretarz królewski.